# Cité internationale (Lyon)
Ne doit pas être confondu avec Cité scolaire internationale (Lyon).
La Cité internationale est un quartier récent de la ville de Lyon. Il est situé entre une boucle du Rhône et le parc de la Tête d'or. Il occupe l’espace de l'ancien palais de la foire de Lyon.
Ce site est accessible par les lignes TCL C1, C2, C5, C23, C26, 70, A32 et A71 station Cité Internationale-Centre de congrès et Cité Internationale-Transbordeur.

## Historique
En 1984, la foire de Lyon déménage à Chassieu (Eurexpo). Le site, ainsi libéré, est prêt à accueillir une nouvelle opération d’urbanisme. Ce projet est poursuivi par les maires successifs de Lyon (Michel Noir, Raymond Barre (premières études sur l’extension du Palais des congrès), Gérard Collomb).
En 1985, un concours international est lancé par le maire de l’époque, Francisque Collomb : son lauréat sera Renzo Piano. Renzo Piano a été le maitre d'œuvre de l'ensemble de la cité. En 1987, la SEM Cité Internationale est créée, puis en 1988, une première ZAC est créée.
En 1989, Michel Noir devient maire de Lyon. Si dans un premier temps, l'ancienne municipalité et l'architecte souhaitaient garder la totalité des bâtiments de l'ancienne foire de Lyon pour construire la cité internationale, il a été finalement décidé de les détruire devant les coûts de rénovation. En 1989, un PAZ est ouvert, et la ZAC est supprimée. Plusieurs nouvelles hypothèses d'aménagements sont encore en cours de discussion, notamment la présence d'une tour.
En 1992, une seconde ZAC de 32 hectares est créée. Les premiers permis de construire sont délivrés en 1993, les travaux commencent en septembre 1993. En 1998, le PAZ est modifié pour prendre en compte la possibilité de nouveaux aménagements dont le futur Centre de congrès de Lyon. La même année, le Musée d'art contemporain de Lyon est achevé, l'hôtel Marriott (ex-Hilton) l'est en 1999, le casino Le Pharaon en 2000, les premiers logements en 2001. Le permis de construire de l'extension du Centre de congrès de Lyon est déposé en 2002, les travaux de cette extension démarrent en 2003.
La cité est achevée en 2006, avec l'hôtel Crowne Plaza Lyon - Cité Internationale. Le grand amphithéâtre est inauguré le 1er juin 2006, le premier congrès utilisant cette infrastructure étant celui de la mutualité française le 15 juin 2006.

## Urbanisme
L’ensemble a été coordonné par Renzo Piano, autour d’une rue piétonne intérieure semi-couverte.
L’évolution du site depuis 1995 :
- le Centre de Congrès (15 000 m2), achevé en juin 1995,
  - grand forum, 2 000 places,
  - auditorium Lumière, 880 places,
  - auditorium Pasteur, 300 places ;
- quatre pavillons de bureaux (15 000 m2), achevé en automne 1995 ;
- espaces extérieurs et parc (17 ha), achevé en 1995/1996 ;
- parking, 1 150 places, achevé en juin 1995 ;
- Musée d'art contemporain de Lyon (3 000 m2), achevé en décembre 1995 ;
- UGC Ciné Cité Internationale[3] (7 000 m2), achevé en 1997 (14 salles pour un total de 3 000 sièges) ;
- Hilton Lyon (21 000 m2), achevé en 1999 ;
- Casino Le Pharaon, du groupe Partouche, inauguré le 31 mars 2000[4] ;
- bureaux (16 000 m2), achevé en 2005 ;
- l’extension du Centre de Congrès, achevée en juin 2006 ;
  - l’amphithéâtre de 3 000 places ;
  - les nouveaux forums de 4 000 m2 ;
- hôtel Crowne Plaza Lyon, achevé en 2006.

## Activités
La Cité est un pôle tertiaire, culturel et touristique regroupant des bureaux, des salles de conférences, des hôtels, un casino, le Musée d'Art contemporain de Lyon, des cinémas et un auditorium. Le site accueille aussi le Centre de Congrès et le siège mondial d’Interpol.
Des parkings sont exploités par LPA (P0 et P2) et par Indigo (P1) mais ils sont en sous-occupation du fait de leur surdimensionnement et d'un recul d'activité fort lors de la pandémie de Covid en 2020-2021.

## Logements
Cinq pavillons d’habitations ont été construits regroupant environ 500 appartements. Ces pavillons sont situés du côté aval, à proximité du siège d’Interpol.

## Économie
En 2010, le revenu fiscal médian par ménage pour le quartier est de 61 013 €. À titre indicatif celui de la commune de Lyon est de 27 275 € et celui de la France métropolitaine est de 19 270 €. De ce fait, il s'agit du quartier le plus aisé de la ville de Lyon.

## Photographies

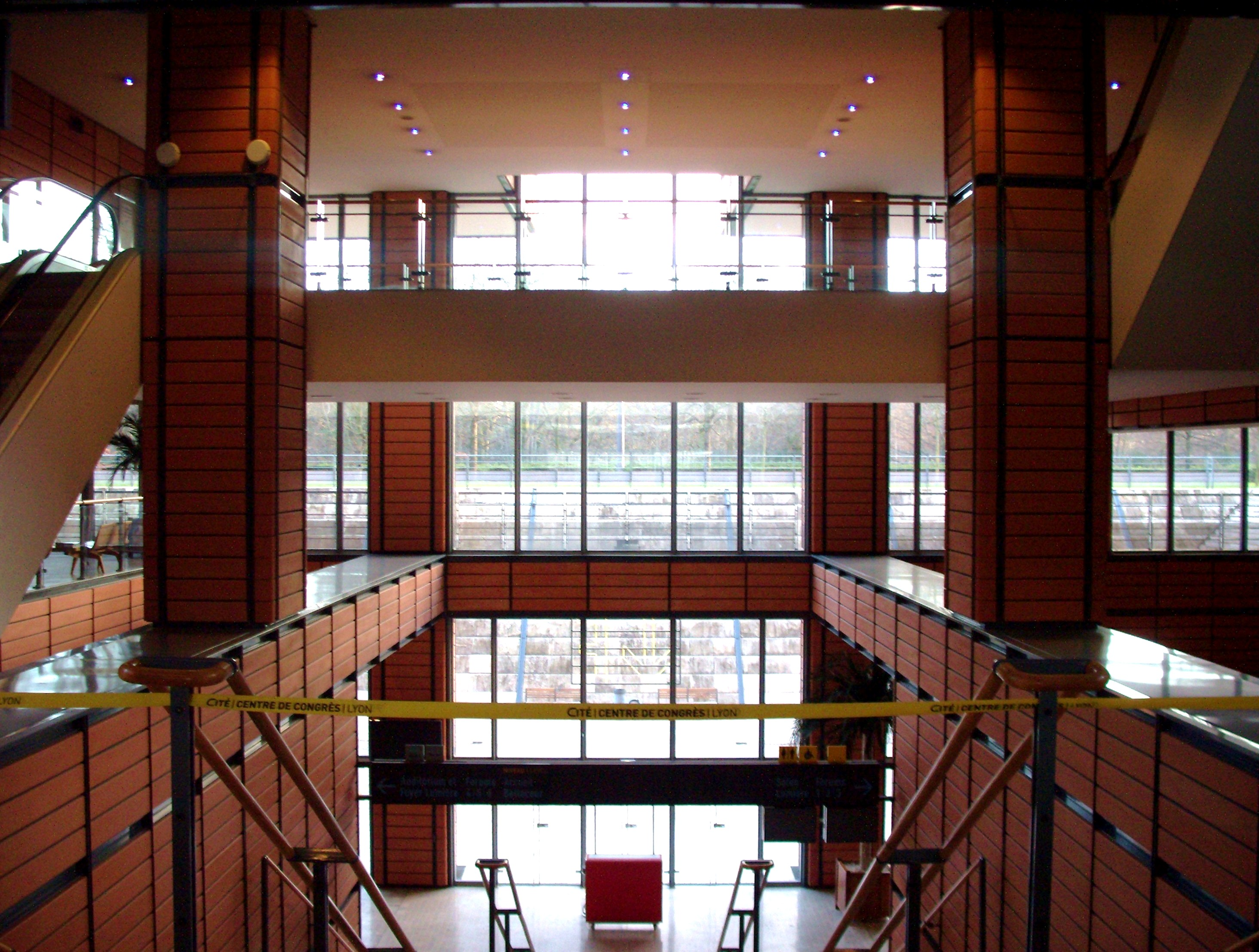
Palais des congrès
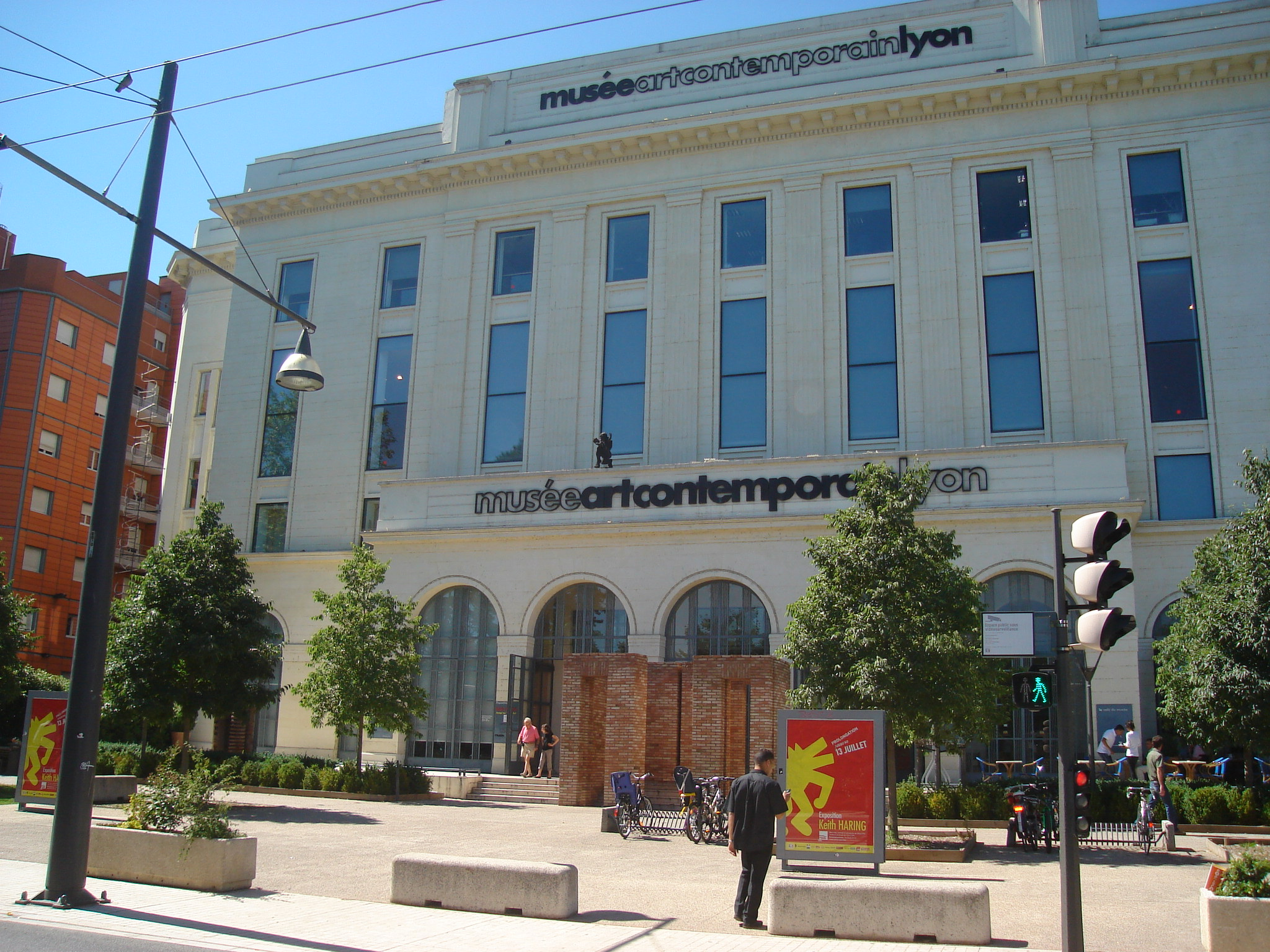
Musée d'Art contemporain de Lyon
Le cinéma UGC
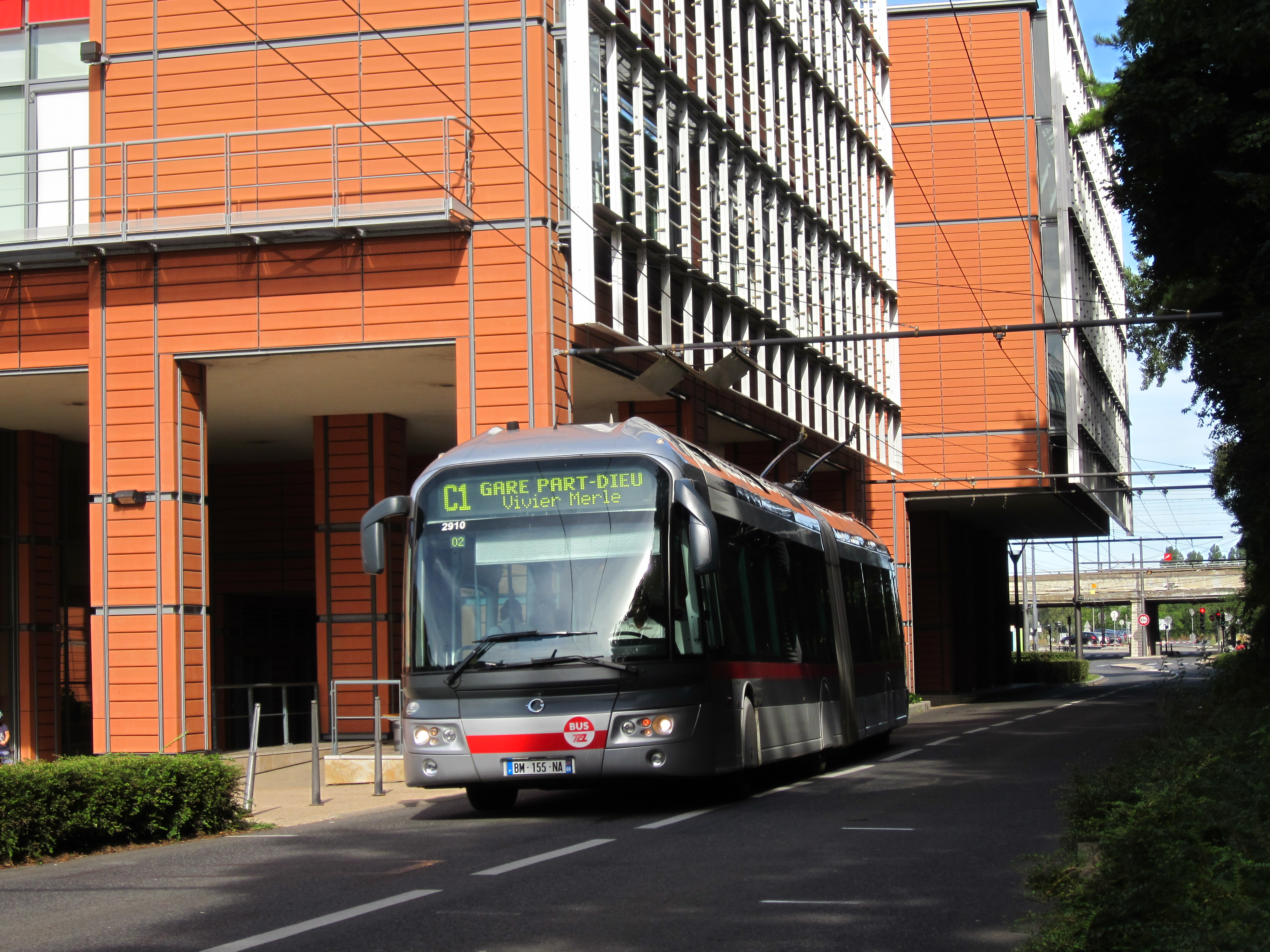
Un trolleybus articulé au sein de la Cité Internationale